# Smiles (Unternehmen)

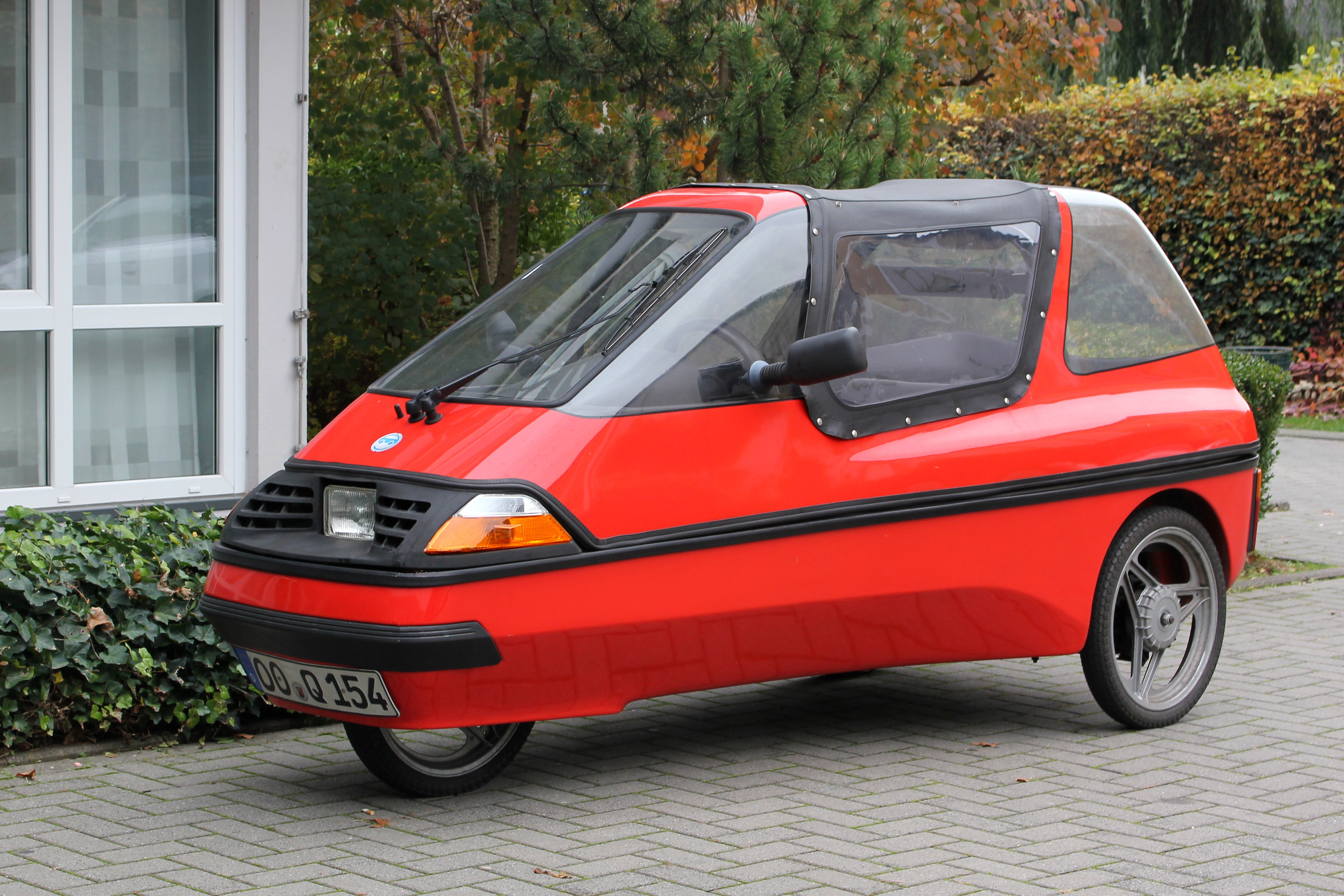
CityEL Fact 4

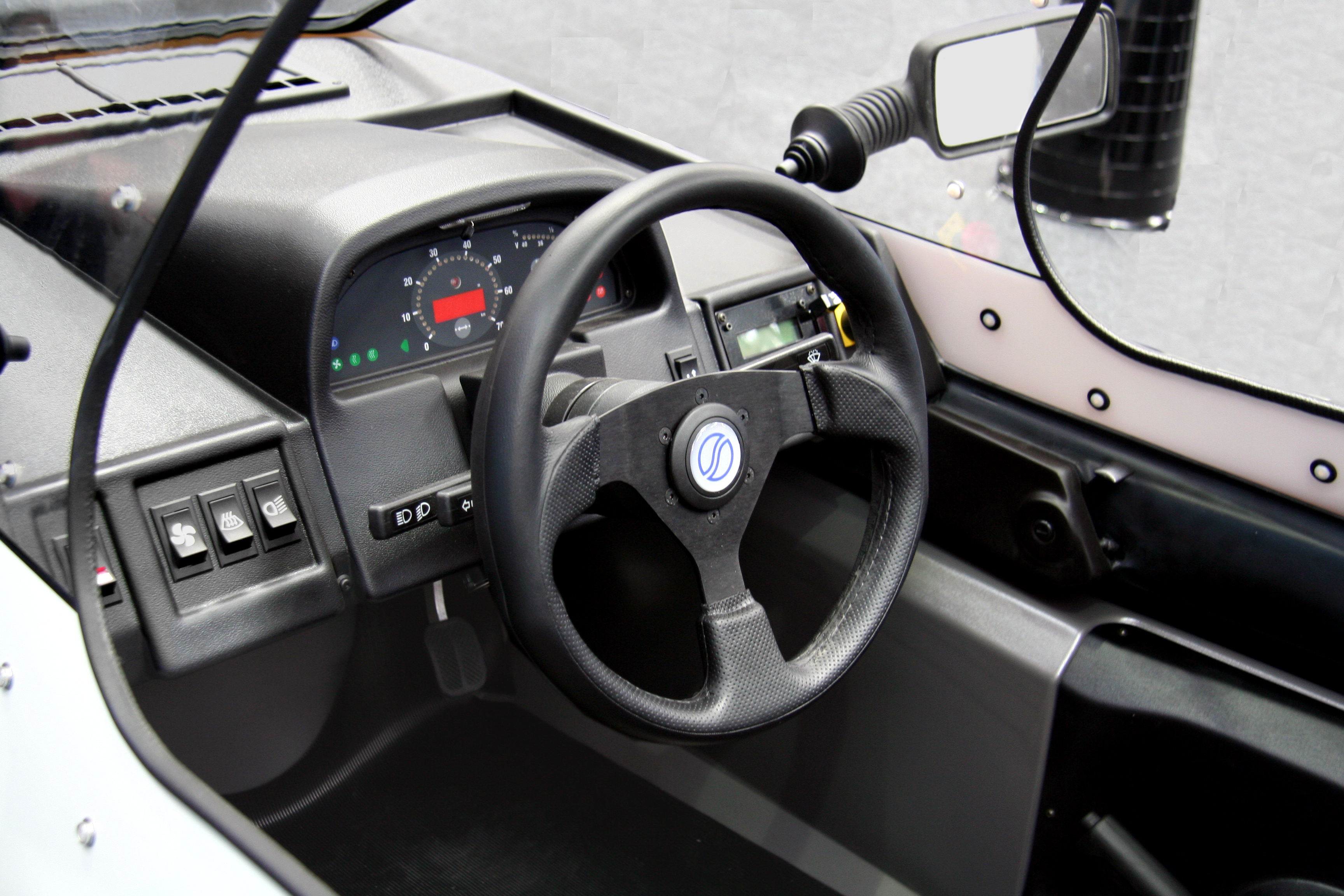
Cockpit des CityEL

Smiles war ein Unternehmen in Aub, ca. 35 km südlich von Würzburg, das ab 1996 Elektrofahrzeuge (den CityEL) herstellte und vertrieb. Ab 2009 war Smiles auch Generalimporteur für die indische Elektroautomarke REVA sowie einer von mehreren Importeuren für das italienische Elektrofahrzeug Tazzari Zero. Des Weiteren war Smiles Importeur des Elektro-Pick-up Beepo Pony.
Smiles hatte ein deutschlandweites Händlernetz mit ca. 100 Händlern für Vertrieb, Service und Reparatur rund um Elektrofahrzeuge.
Durchschnittlich finden laut Verkehrsstatistik 80 % der täglichen Pkw-Fahrten mit maximal 2 Personen und auf Strecken unter 50 km statt. Das wollte Smiles nutzen, um den Markt für Elektrofahrzeuge zu erschließen. Hauptzielgruppe waren Berufspendler und Unternehmen, die Elektrofahrzeuge für ihren Fuhrpark benötigen oder als Werbeträger nutzen möchten.
Seit Februar 2012 befindet sich das Unternehmen in der Insolvenz, der Geschäftsbetrieb wird von der Citycom GmbH weitergeführt.

## Unternehmensgeschichte
Der unternehmerische Ursprung von Smiles waren zum einen die frühere dänische CityCom Randers A/S, zum anderen die frühere Nestmeier Solartechnik GmbH, die sich bereits seit 1992 intensiv mit Elektrofahrzeugen beschäftigte.
1994
wurde der Vertrieb für Deutschland neu organisiert.
1995
wurde die CityCom Elektromobile GmbH gegründet, die das dänische Unternehmen übernahm und mit erheblichen Investitionen Produktion und Vertrieb nach Deutschland verlagerte.
1999
ging die CityCom Elektromobile GmbH in die CITYCOM AG über, die seitdem ihren Stammsitz in Aub-Baldersheim bei Würzburg hat.
2002
wurden die neuen Gebäude in der Industriestr. 5–9 errichtet und bezogen. Die Gebäudekonzeption mit umweltfreundlichen Baustoffen, Niedrigenergiestandard und regenerativer Energieversorgung spiegelt die Unternehmensphilosophie wider. Das Kerngeschäft war seither bis zum Jahr 2009 die Produktion des weltweit meistverkauften Elektrofahrzeuges CityEL.
2009
wurden umfangreiche Aktivitäten zur Neuausrichtung des Unternehmens gestartet, um es noch stärker im Bereich E-Mobility zu verankern:
Umfirmierung in Smiles AG. Unter dieser neuen Dachmarke entstand die „Smiles-World“, die sich als der professionelle Anbieter von Elektrofahrzeugen, Ökostrom, Ladetechnik usw. positionieren will. Start als deutscher Generalimporteur für den indischen Elektrofahrzeughersteller REVA und als Importeur für den italienischen Elektrofahrzeughersteller Tazzari.
2012
Am 24. Februar 2012 hat Hartmut Friedrichs, Vorstand der Smiles AG, einen Antrag auf Eröffnung des Insolvenzverfahrens beim zuständigen Amtsgericht Würzburg gestellt. Nach Bemühungen um eine Auffanggesellschaft sprach Insolvenzverwalter Markus Schädler von der Würzburger Kanzlei Bendel & Partner der insolventen Smiles AG eine Aussicht auf Weiterführung des Geschäftsbetriebes ab: „Es geht nicht weiter“, äußerte er in einem Interview mit »kfz-betrieb ONLINE«.
Inzwischen (seit Mitte 2012) werden die CityEl-Elektroautos wieder von der Citycom GmbH produziert, deren Inhaber Karl Nestmeier bereits ab den 1990er Jahren die CityEL/MiniEL-Produktion aus Dänemark nach Unterfranken geholt hatte.

## Unternehmensform
Smiles war eine eingetragene Aktiengesellschaft, deren Aktien seit 2007 an der Frankfurter Börse im Freiverkehr gehandelt wurden. Die Wertpapierkennnummer lautete 688180.

## Unternehmensphilosophie
Das Leitmotiv von Smiles lautete „Wie viel Auto braucht der Mensch?“ oder „Wie viel Auto verträgt die Welt?“ Smiles wollte eine Mobilitätsform anbieten, die umweltfreundlicher, praktischer und kostengünstiger ist als konventionelle Lösungen. Dabei wurde auf unnötige Luxusausstattung der Elektrofahrzeuge verzichtet, unter anderem zur Gewichtseinsparung und damit zur Energieeinsparung.